# Français blanc et orange
Pour les articles homonymes, voir Français (chien).
Le français blanc et orange est une race de chien d'origine française. Cette race rare de chien de chasse a probablement comme ascendant le billy. C'est un chien courant de grande taille, d'allure rustique et à la robe blanche-citron ou blanche et orange clair.

## Historique
Le français blanc et orange est de création récente. Le billy a probablement été utilisé pour la création de la race. C'est une race très rare, qui n'est présente qu'en France métropolitaine.

## Standard
Le français blanc et orange est un chien courant de grande taille et d'allure à la fois distinguée et rustique. La queue est longue. La tête est assez large et moyennement allongée avec un stop bien marqué. Les yeux sont grands, bruns et foncés. Attachées légèrement au-dessous du niveau de la ligne de l’œil, les oreilles tombantes sont souples, fines et légèrement papillotées. Le poil est ras et fin et la couleur de la robe est blanc-citron ou blanc et orange clair.

## Caractère
Le standard FCI ne décrit pas de tempérament typique de la race. C'est un chien courageux à la chasse, doux, amical et obéissant en famille. Il est patient avec les enfants. C'est une race de caractère indépendant et vigilant.

## Utilité
Le français blanc et orange est un chien courant polyvalent, mais il est surtout utilisé pour les battues au cerf. Il a une belle voix, un flair excellent, doté d'un caractère courageux, actif et d'une grande endurance. C'est un chien de compagnie agréable, mais il a besoin de beaucoup d'exercice physique et d'un maître expérimenté. Il peut être utilisé comme chien de garde en raison de son naturel vigilant.